# رشته‌کوه چووانای
رشته‌کوه چووانای (روسی: Чуванайские Горы) یک رشته‌کوه در ناحیه خودگردان چوکوتکای کشور روسیه است.